# Liste der Universitäten in Chile

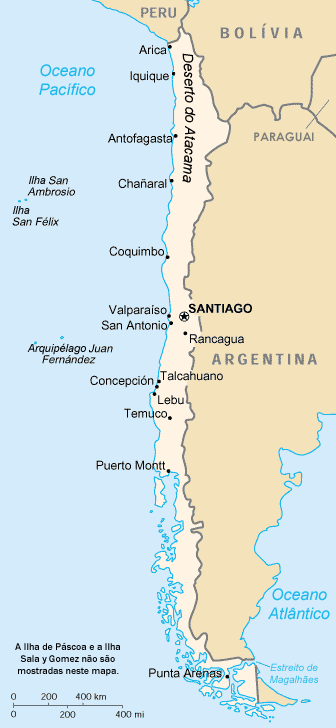
Übersichtskarte Chile

Dies ist eine Liste der Universitäten in Chile.
Die "traditionellen Universitäten" in Chile sind die Pontificia Universidad Católica de Chile und die Universidad de Chile in Santiago de Chile, die Universidad de Concepción in Concepción und die Universidad Técnica Federico Santa María und die Pontificia Universidad Católica de Valparaíso in Valparaíso. Der Zugang zu den Universitäten ist aufgrund von hohen Studiengebühren trotz Stipendienprogrammen für die ärmeren Schichten nur schwer möglich.
Das Niveau der Universitäten schwankt durch viele private Einrichtungen stark, da sich auch die "Berufsakademien" Universität nennen dürfen.

## Übersicht
- Universidad Adolfo Ibañez
- Universidad de las Américas
- Universidad de los Andes
- Universidad de Artes, Ciencias y Comunicación
- Universidad Arturo Prat
- Universidad de Atacama
- Universidad Austral de Chile
- Universidad del Bío-Bío
- Universidad Bolivariana
- Katholische Universität Nordchile (UCN)
- Katholische Universität von Temuco (UCTemuco)
- Universidad Central de Chile
- Universidad de Antofagasta
- Universidad de Chile
- Universidad de Ciencias de la Informática (UCINF)
- Universidad de Concepción (UDEC)
- Universidad Católica de la Santísima Concepción (UCSC)
- Universidad del Desarrollo
- Universität Diego Portales
- Universidad Gabriela Mistral
- Universidad de La Frontera (UFRO)
- Universidad de Los Lagos
- Universidad de Magallanes
- Universidad del Mar
- Universidad Mayor
- Universidad Metropolitana de Ciencias de la Educación (UMCE)
- Universidad Nacional Andrés Bello (UNAB)
- Universidad del Pacífico
- Universidad de Playa Ancha
- Universidad de la República
- Universidad San Sebastián
- Universidad de Santiago de Chile (USACH)
- Universidad de La Serena
- Universidad Católica del Maule
- Universidad de Tarapacá
- Universidad Técnica Federico Santa María
- Universidad Tecnológica de Chile
- Universidad Tecnológica Metropolitana (UTEM)
- Universidad de Valparaíso
- Universidad de Viña del Mar (UVM)
- Päpstliche Katholische Universität von Valparaíso (PUCV)
- Pontificia Universidad Católica de Chile (PUC)
- Red Universitaria Nacional (REUNA)

- Heidelberg Center Lateinamerika – Deutsches Postgraduiertenzentrum der Universität Heidelberg in Santiago de Chile